# الدنو من المعتصم
الدنو من المعتصم (بالإسبانية: El acercamiento a Almotásim)‏، قصة قصيرة وفنتازيا كتبت عام 1935 من قبل الكاتب الأرجنتيني خورخي لويس بورخيس. وفي مقالته للسيرة الذاتية، كتب بورخيس عن «الدنو من المعتصم»، «يبدو لي الآن آن الاوان حتى لتحديد نمط الحكايات التي كانت تنتظرني بطريقة أو بأخرى، والتي كانت على أساس تقييمي لها كحكواتي».